# 魚信
| ウィキペディアには「魚信」という見出しの百科事典記事はありません（タイトルに「魚信」を含むページの一覧/「魚信」で始まるページの一覧）。 代わりにウィクショナリーのページ「魚信」が役に立つかもしれません。 |